# オーダ・フォン・ザクセン
オーダ・フォン・ザクセン（ドイツ語：Oda von Sachsen, 877年 - 952年以降）は、ザクセン公オットー1世とハトヴィヒ・フォン・バーベンベルクの娘。

## 生涯
897年にロタリンギア王ツヴェンティボルトと結婚した。900年8月にツヴェンティボルトが死去した後、オーダはジラール家のメッツ伯ゲルハルト1世（ジェラール1世）と再婚した。
ロタリンギア王ツヴェンティボルトとの間には以下の子女をもうけた。
- ベネデッタ（898年 - ?） - スステレン修道院の修道女
- ツェツィリーア（899年 - ?） - スステレン修道院の修道女
- レーレンダ（900年 - ?）

2番目の夫メッツ伯ゲルハルト1世との間に以下の子女をもうけた。
- ヴィヒフリート（900年頃 - 953年） - ケルン大司教（924年 - 953年）
- ゴットフリート（905年頃 - 949年以降） - ロタリンギア宮中伯、ユーリヒガウ伯。シャルル3世の娘エルマントルドと結婚。子孫はシャトノワ家。
- オーダ（910年頃 - 963年4月10日） - ビドガウ伯ゴツェロと結婚[2]、アルデンヌ家の祖
- 娘